# WWE Network
Мрежата на WWE е основана абонаментна видео-стрийминг услуга Собственост на Световната Федерация по кеч, използваща инфраструктурата на Major League Baseball Advanced Media. Идеята беше първоначално обявена през 2011 г. На 8 януари 2014 г., WWE обяви, че Мрежата ще стартира на 24 февруари в Съединените щати. На 31 юли Компанията заяви, че се очаква услугата да започне на живо в Австралия, Канада, Нова Зеландия, Хонг Конг, Сингапур, Мексико, Испания, Турция и Северните страни, наред с други, като се започне на 17 август. Неочаквано беше включена в Обединеното кралство и Ирландия седмица по-рано от планираното, на 13 януари 2015 г., след закъснение от предишния октомври, а също така се очаква да пристигне в Обединените арабски емирства, Германия, Япония, Китай, Тайланд, и Филипини към бъдеща дата. Мрежата съдържа едновременно 24-часов канал и програмиране по поръчка от библиотеката с кадри на WWE. Над 1 000 000 души са абонирани от януари 2015.

## История

### Развитие и старт в Щатите
През септември 2011 г., WWE официално обяви плановете си да пусне на Мрежата през 2012 г. като платен телевизионен канал. След това WWE проведе проучване да питат хората, които биха платили за Мрежата, ако е премиен канал. В имейл, изпратен до Феновете, които биха могли да бъдат заинтересовани за Мрежата, WWE анкетира за техните мнения, дали Мрежата да пусне минали турнири на WWE за абонати без допълнителни такси. Проучването също така отбеляза, че функцията за повторения на Първична сила и Разбиване, както и кадри от WCW, ECW, Националния Съюз по кеч (NWA), XFL, Смоуки Маунтинс кеч (SMW), Американската асоциация по борба (AWA) и филми на WWE също ще направят състав. Оригинално програмиране също е отбелязано в проучването.
Като резултат от онлайн анкета, КечМания Пренавиване беше избран като име за ново шоу на 17 октомври 2011 г. Ппървоначалната дата на старта беше определена за 1 април 2012, което би съвпаднало с Кечмания 28, а официалния сайт на WWE включваше часовник с обратно броене, който щеше да е изтекъл на 1 април. Часовникът беше тихо отстранен и Мрежата не стартира според очакванията. Главният маркетинг директор на WWE Мишел Уилсън облекчи притесненията за бъдещето на Мрежата, казвайки: „Ще има Мрежа в някоя форма. Ние сме в края на фазата за преговори с дистрибуторите“, и потвърди, че Легендарен Дом бе заснет. През април 2013 г., WWE бяха включени планове и имаше за цел да пуснат Мрежата като изхода премийна платена телевизия за потенциалната цена от $15 на месец.
На Първична Сила/Старата школа през януари 2014 г., WWE заяви, че ще обявят нещо на 8 януари в Consumer Electronics Show в Лас Вегас, по-късно потвърдено, че обявяването е за Мрежата. В Consumer Electronics Show, WWE разкри цялостен план, включваш датата на стартиране, 24 февруари 2014 в САЩ. Класика по поръчка спря на 31 януари 2014 г., за да направи път на Мрежата. Безплатен пробен период бе предложен седмицата преди старта. Логото първоначално използван за Мрежата впоследствие стана стандартното лого, използвано от WWE през август 2014 г.

### Разпространение
Бе обявено, че Мрежата ще стартира в Австралия, Нова Зеландия, Хонг Конг, Сингапур, Мексико, Испания и северните страни, сред другите на 12 август, с италиански, арабски, немски, японски, индийски, китайски, тайландски и малайзийски излъчвания, планирано за по-късна дата.  На 30 октомври 2014, в опит да се увеличи броя абонати от обявените 731 000, 6-месечното изискване за абонамент отпадна, което позволява на абонатите възможност да се откажат по всяко време. WWE първоначално планира да стартира Мрежата на 1 октомври в Обединеното кралство, но беше отложено за още месец. Започването беше потвърдено да бъде проведено в 20:00 на 3 ноември, обаче двайсет минути преди началото на кампанията, WWE обяви, че то е било забавено за неопределено време. Винс Макмеън публично се извини за закъснението. Бе обявено на 4 януари 2015 г., че Мрежата ще стартира в Обединеното кралство и Ирландия по 19 януари 2015 на цена от £9.99 и €12,99 поотделно, въпреки че някои клиенти са успели да се регистрират още през януари 13.
На 27 януари 2015 г. WWE обяви, че Мрежата достигна 1 милион абонати. Винс Макмеън казва, че WWE ще „продължават да са съсредоточени върху постигането на изключителното стойностно мнение на нашите фенове чрез добавяне на ново съдържание и нови възможности в следващата година.“ На 12 февруари 2015, WWE обяви петгодишно партньорство с телевизионния доставчик OSN да донесе на Мрежата в Близкия изток и Северна Африка като допълнителна услуга.
На 30 юли 2015, WWE разкри броя на абонатите за Мрежата до 1 156 000. Това е обявено като част от финансовата отчетност на WWE по второто тримесечие на годината, което е довело до нарастване на тяхната цена на акцията до $20.00 след затваряне от предишния ден до $16,48. 1.156 млн. от общо 1.315 милиона платени абонати бележат намаление с 13%, които се посочват в докладите за първото тримесечие на 2015 г. WWE също така разкри, че WWE имали 1,227 милиона потребители на Мрежата, включително пробни абонати в края на второто тримесечие, а от както е била създадена, е имало над 2 милиона уникални абонати.
Мрежата стартира в Индия на 2 ноември 2015 г. На 19 ноември, в доклад на пазарни проучвания и консултантска фирма Park Associates обяви, че Мрежата е в петте най-големи стрийминг услуги и е водена само от MLB.tv в спортната категория

#### Държави, които нямат WWE Network
- Абхазия
- Иран
- Китайска народна република (с изключение на  Хонконг и  Макао)
- Куба
- Либия
- Лихтенщайн
- Нагорни Карабах
- Приднестровие
- Сахарска арабска демократична република (незнаен статус)
- Северна Корея
- Сирия
- Сомалиленд
- Судан
- Южна Осетия

## Програмиране

### Оригинално програмиране

#### Кеч предавани
- Всеки турнир на Федерацията на живо.[38]
- WWE Network събития, излъчващи се на живо.
- WWE NXT – Едночасово шоу, излъчващо се в сряда, включващо специални епизоди на живо.[38]
- Предварителни шоута преди и всеки турнир.[39]
- Разбиващ разговор – Седмично тоук шоу след Разбиване на живо и турнирите на Разбиване, водено от Рене Йънг и Даниъл Брайън.
- Първичен разговор – Тоук шоу след турнирите на Първична сила.
- 205 На живо – Едночасово шоу, излъчващо се във вторник, в което участват полутежките кечисти на WWE.
- Голямата атракция – Седмично добавени епизоди с 3 седмично забавяне, в които участват по-маловажните кечисти на WWE.
- Полутежка класика – Турнир между 32 кечисти от полутежка категория, представят полутежката дивизия.
- Турнирът за Титлата на Обединеното кралство – Двудневен турнир, победителят в който става първия Шампион на Обединеното кралство на WWE.
- Специален шампионат в Обединеното кралство – 90-минутно кеч шоу, включващо кечисти от Обединеното кралство и от 205 На живо.

#### Настоящи шоута
- Шоуто на Острието и Крисчън, което е напълно страхотно. Комедийно серийно шоу, включващо Острието и Крисчън.
- От пръв поглед – Пръв поглед на най-новите Домашни видеа.
- Ледения подкаст – Интервю от Ледения Стив Остин.
- Обзора на седмицата – 30 минутно седмично шоу, включващо екшън от същата седмица.
- Споделено пътуване – Шоу, включващо Суперзвезди и Диви, докато пътуват от град на град.
- Извънредни новини – Извънредни новини за Федерацията.
- Нефилтрирано – Интервю от Рене Йънг.
- Маса за трима – Три от звездите на Федерацията си говорят докато вечерят.
- Прецакване – Шоу със скрита камера.
- Лагер WWE – Анимационна кратка комедия със Сет Грийн.[40]
- Време за приказка – Анимационен сериал, включващ минали истории от Суперзвездите на федерацията
- Холи Фоли – Риалити телевизионно шоу, включващо Мик Фоли и неговото семейство.[41]
- Масово обсъждане – Пол Хеймън, Джон Лейфилд и Питър Розенбърг обсъждат противоречиви теми относно WWE.
- Специалните оригинали – Документални серии на персонала и събитията на Федерацията.
- Извън ринга – Документални части от по-рано пуснати DVD-та с участието на различни изпълнители, организации и сюжетни линии.
- WWE 24 – Шоу зад кулисите на събитията и звездите на Федерацията.

#### Предстоящи шоута
- Мей Йънг класика – Женски турнир, включващ 32 кечистки от някои външни компании.
- Кеч шоу от Обединеното кралство – Седмично кеч шоу, включващо кечисти от Обединеното кралство.

#### Предишни шоута
- Видяно в YouTube – Най-доброто от съдържанието на YouTube канала на Федерацията.
- Твърде горещо за ТВ – Джери Спрингър представя някои от най-скандалните и смущаващи моменти в WWE.
- Домът на легендите – Риалити включващи някои от легендите на WWE живеещи под един покрив.
- Понеделнишките войни: Федерацията срещу WCW – ТВ серии за Войните Понеделник Вечер.[38]
- Слам Сити – Анимационен сериал с участието на настоящите звезди на Федерацията, въз основа на играчките със същото име от Mattel.
- Звездно мастило – Кори Грейвс пита суперзвезди за смисъла зад своите татуировки. Също излъчен по официалния канал в YouTube на WWE.
- Списъкът – Бърза, интерактивна поредица, която съвпада с туитове от Фенове за събиране на най-уникалните списъците някога.
- КечМания Пренавиване – Първото шоу на Мрежата; припомняне на незабравими моменти от КечМания.[8][38]
- Обратно броене – „Топ 10“ класации основани на интерактивни фен анкети.[38]
- Бързи удари – Месечно шоу с допълнителни кратки клипове от различни DVD-та и шоута.
- Вражди – Шоу, документиращо враждите във Федерацията.
- Музикална сила 10 – „Топ 10“ класация за музиката на Федерацията.
- Достатъчно говорене – Шоу след „Достатъчно Издръжлив“ водено от Байрън Сакстън.
- Златен фонд – Шоу, представящо действия от обширната видео библиотека на WWE, често на конкретни теми като за някои кечисти, главни събития (включително КечМания), дивизии и т.н.
- Легендарно с Джей Би Ел – Интервю от Джон Брадшоу Лейфилд.
- На живо с Крис Джерико – Интервю от водещия Крис Джерико.
- Култ шок – Кори Грейвс разкрива разнообразие от уникални места, обичаи, музика, храна и хора когато турне на WWE пътува по целия свят.
- Зона на пречупване – Специален поглед към Ефектния Център на WWE и какво е необходимо, за да се превърнеш в суперзвезда.

### Архивирано програмиране
- Всеки турнир на Федерацията, WCW и ECW.[42] Въпреки че WWE определя селекцията като списък с всеки турнир правен някога, шепа международни събития все още не са на разположение.[43]
- Първична сила и Разбиване преди поне месец (оригиналните епизоди се излъчват по кабелната телевизия).[42]
- Част от Библиотеката с кадри на Федерацията, която включва над 100 000 часа, които се увеличават.[44]
- Някои епизоди на World Class Championship Wrestling от 1982 – 1983 и 1985 – 1987.
- Всеки епизод на Хардкор ТВ.
- Всеки епизод на ECW по TNN.
- Всеки епизод на Сблъсъка на шампионите.
- Всеки епизод на Нитро Понеделник.
- Всеки епизод на Съботно Меле.
- Всеки епизод от Сезон 1 – 5 на Тотал Дивас.
- Всеки епизод от Сезон 1 на Тотал Белас.
- Някои програми от Класика по поръчка.
- Някои епизоди на Титани Вторник Вечер от 1984 до 1985.
- Всеки епизод на Чест към Войските.
- Някои епизоди на Прайм Тайм Кеч от 1986 до 1987.
- Всеки епизод на Достатъчно Издръжлив.
- Всяка церемония на Залата на славата на WWE.
- Всеки епизод на Първична сила.
- Всеки епизод на Разбиване от 1999 до 2009 и от 2012, с някои епизоди от 2010 до 2011.
- Всеки епизод на Съботните изданията на NWA World Championship Wrestling от 2 ноември 1985 до 8 юли 1989
- Някои епизоди на Smoky Mountain Wrestling от 1994.
- Някои епизоди на Mid-South Wrestling от 1982 до 1986.
- Някои епизоди на AWA Championship Wrestling  от 1986 до 1988.
- Някои епизоди на Global Wrestling Federation  от 1990 до 1992.

### Изтрито съдържание
- Хълк Хоуган Рокендрол кеч
- Stampede Wrestling

Въпреки Американските родителски насоки на системата, повечето от седмични WWE телевизионни програми TV-PG, Мрежата излъчва по-широк спектър от съдържание. Блок за родителски контрол е достъпен и съдържание класиран TV-14 и TV-MA са предшествани от консултативно предупреждение. Мрежата излъчва кадри с участието на Крис Беноа, но консултативно предупреждение се показва преди всяко излъчване, заради неговото убийство и самоубийство през 2007 г.; той бележи, че кадри на Беноа или дори споменаване на Беноа се съдържат в тези кадри. Турнира На ръба през 1999 г., известен със смъртта на Оуен Харт по време на събитието, също е на разположение за първи път, откакто първоначалната си дата на излъчване, въпреки че някои части от събитието бяха премахнати от уважение към семейството на Харт. Мачове, коментирани от Джеси Вентура, които са били презаписани поради делото през 1991 г., са налични с първоначалното коментиране.
Докато Мрежата излъчва събития по заявка като нередактирани, в някои случаи псуването, жестовете и цялата голота са цензурирани. Някои оригинални музики са били дублирани с редуващи се песни като оригиналната интро музика към Съботното меле (епизодите от май 1985 до януари 1988), която първоначално е била Obsession от Animotion
На старта, всички освен един от мачовете на Ню Джак са били извадени от турнирите на ECW, както когато изненадващо се завърна на Гореща Вълна през 1998 г., поради съчетанието от проблеми с музикални права върху неговата входна музика и невъзможността за отстраняване на музиката без да се загуби оригиналното аудио с коментиране. Изтритите мачовете в крайна сметка бяха възстановени с подмяна на музиката и новозаписано коментаране от Джоуи Стайлс. Няколко турнири са копия на техните съкратени домашно видео версии, а не живите версии, така че са изчезнали мачове.

## Вижте Също
- Турнири на Световната федерация по кеч
- WWE Network събития